# Xã Gould, Quận Cass, Minnesota
Xã Gould (tiếng Anh: Gould Township) là một xã thuộc quận Cass, tiểu bang Minnesota, Hoa Kỳ. Năm 2010, dân số của xã này là 224 người.